# لوسيا غونزاليس بلانكو
لوسيا غونزاليس بلانكو (بالإسبانية: Lucía González)‏ هي دراجة إسبانية، ولدت في 9 يوليو 1990.

## وصلات خارجية
- لوسيا غونزاليس بلانكو على موقع الاتحاد الدولي للدراجات (الإنجليزية)
- لوسيا غونزاليس بلانكو على موقع أرشيف الدراجات (الإنجليزية)
- لوسيا غونزاليس بلانكو على موقع إحصائيات الدراجات الإحترافية (الإنجليزية)
- لوسيا غونزاليس بلانكو على موقع نسبة الدراجات (الإنجليزية)